# Golf de Louvain-la-Neuve
Le Golf de Louvain-la-Neuve a été construit par l’architecte Joan Dudock van Heel en 1989. Il est situé à Louvain-la-Neuve, dans la province du Brabant wallon. Le club a été fondé en 1988 par Zvonimir Rechter, qui avait initialement envisagé de le nommer "University Golf Club". Toutefois, l’Université catholique de Louvain (UCL) n’a pas accepté ce nom. En 1994, son fils Branimir Rechter a pris la présidence du club à l’âge de seulement 23 ans, devenant ainsi l’un des plus jeunes présidents de club en Belgique.
Le parcours de 18 trous est spacieux, situé sur un terrain légèrement vallonné, et comprend quelques plans d'eau stratégiquement placés, principalement au départ des trous. Il y a de nombreux bunkers le long des fairways et autour des grandes greens complexes, nécessitant ainsi une grande précision pour bien jouer.
Le club dispose d’un driving range , ainsi que de quatre trous d’entraînement, d’un chipping green et d’un putting green.
Le record du parcours est détenu par Nicolas Colsaerts et Stéphane Delcour, avec une performance de 66 coups (-6).